# Torneo Apertura 2011 Liga de Nuevos Talentos
El Torneo Apertura 2011 de la Liga de Nuevos Talentos fue el 29° torneo corto que abrió la LXIII temporada de la Segunda División. La filial del conjunto Estudiantes Tecos consiguió el campeonato tras derrotar al América Coapa en la final.

## Sistema de competición
El sistema de competición de este torneo se desarrolla en dos fases:
- Fase de calificación: que se integra por las 15 jornadas del torneo.
- Fase final: que se integra por los partidos de ida y vuelta en rondas de octavos de final, cuartos de final, de semifinal y final.

### Fase de calificación
En la fase de calificación se observará el sistema de puntos. La ubicación en la tabla general está sujeta a lo siguiente:
- Por juego ganado se obtendrán tres puntos.
- Por juego empatado se obtendrá un punto. (se juegan en penales el punto extra)
- Por juego perdido no se otorgan puntos.

En esta fase participan los 28 clubes de la Liga de Nuevos Talentos jugando en cada grupo todos contra todos durante las jornadas respectivas, a un solo partido.
El orden de los clubes al final de la Fase de Calificación del Torneo corresponderá a la suma de los puntos obtenidos por cada uno de ellos y se presentará en forma descendente. Si al finalizar las 11 o 13 jornadas del Torneo, dos o más clubes estuviesen empatados en puntos, su posición en la Tabla general será determinada atendiendo a los siguientes criterios de desempate:
1. Mejor diferencia entre los goles anotados y recibidos.
2. Mayor número de goles anotados.
3. Marcadores particulares entre los Clubes empatados.
4. Mayor número de goles anotados como visitante.
5. Mejor ubicado en la Tabla general de cociente.
6. Tabla Fair Play.
7. Sorteo.

Para determinar los lugares que ocuparán los clubes que participen en la fase final del torneo se tomará como base la Tabla general de clasificación.
Participan automáticamente por el título de Campeón de la Liga de Nuevos Talentos los primeros 4 lugares de cada grupo (8 en total).

### Fase final
Los dieciséis clubes calificados para esta fase del torneo serán reubicados de acuerdo con el lugar que ocupen en la Tabla general al término de la jornada 15, con el puesto del número uno al club mejor clasificado, y así hasta el #16. Los partidos a esta fase se desarrollarán a visita, en las siguientes etapas:
- Octavos de final
- Cuartos de final
- Semifinales
- Final

Los clubes vencedores en los partidos de octavos, cuartos de final y semifinal serán aquellos que en los dos juegos anoten el mayor número de goles. De existir empate en el número de goles anotados, la posición se definirá a favor del club con mayor cantidad de goles a favor cuando actúe como visitante.
Si una vez aplicado el criterio anterior los clubes siguieran empatados, se observará la posición de los clubes en la tabla general de clasificación.
Los partidos correspondientes a la Fase final se jugarán obligatoriamente los días miércoles y sábado, y jueves y domingo eligiendo, en su caso, exclusivamente en forma descendente, los cuatro Clubes mejor clasificados en la Tabla general al término de la jornada 15, el día y horario de su partido como local. Los siguientes cuatro Clubes podrán elegir únicamente el horario.
El Club vencedor de la Final y por lo tanto Campeón, será aquel que en los dos partidos anote el mayor número de goles. Si al término del tiempo reglamentario el partido está empatado, se agregarán dos tiempos extras de 15 minutos cada uno. De persistir el empate en estos periodos, se procederá a lanzar tiros penales hasta que resulte un vencedor.

Los partidos de Octavos de final se jugarán de la siguiente manera:
5.º vs 12.º 6.º vs 11.º 
7.º vs 10.º 8.º vs 9.º 
Los partidos de cuartos de final se jugarán de la siguiente manera:
En las semifinales participarán los cuatro clubes vencedores de cuartos de final, reubicándolos del uno al cuatro, de acuerdo a su mejor posición en la Tabla general de clasificación al término de la jornada 15 del torneo correspondiente, enfrentándose:
Disputarán el título de Campeón de los Torneos de Apertura 2011 y Clausura 2012 los dos clubes vencedores de la fase semifinal correspondiente, reubicándolos del uno al dos, de acuerdo a su mejor posición en la Tabla general de clasificación al término de las jornadas de cada torneo.

## Equipos participantes

### Zona 1
| Equipo                                     | Ciudad                           | Estadio                                |
| ------------------------------------------ | -------------------------------- | -------------------------------------- |
| Álamos F.C.                                | Nezahualcóyotl, Estado de México | U.D. Ciudad Jardín Bicentenario        |
| Alto Rendimiento Tuzo                      | San Agustín Tlaxiaca, Hidalgo    | Hidalgo / Universidad del Fútbol       |
| América Coapa                              | México, D. F.                    | Instalaciones Club América Coapa       |
| Atlético Tapatío                           | Chalco, Estado de México         | Arreola                                |
| Bavaria Tultitlán                          | Tultitlán, México                | Deportivo Cartagena / Campo Nou Camp   |
| Cañoneros de Campeche                      | Campeche, Campeche               | Universitario Campeche                 |
| Centro Universitario del Fútbol            | San Agustín Tlaxiaca, Hidalgo    | Universidad del Fútbol                 |
| Club Astros                                | México, D. F.                    | Jesús "Palillo" Martínez               |
| Cuautla                                    | Cuautla, Morelos                 | Isidro Gil Tapia                       |
| Lobos Prepa                                | Puebla, Puebla                   | Preparatoria Lic. Benito Juárez García |
| Pumas Naucalpan                            | México, D. F.                    | La Cantera                             |
| Reyes de Texcoco                           | Texcoco, Estado de México        | Municipal Claudio Suárez               |
| Tecamachalco Sur                           | Huixquilucan, Estado de México   | Alberto Pérez Navarro                  |
| Universidad Autónoma del Estado de Hidalgo | Pachuca, Hidalgo                 | Club Hidalguense                       |
| Zacatepec 1948                             | Zacatepec, Morelos               | Agustín Coruco Díaz                    |

### Zona 2
| Equipo                            | Ciudad                         | Estadio                              |
| --------------------------------- | ------------------------------ | ------------------------------------ |
| Alfareros de Tonalá               | Tonalá, Jalisco                | U.D. Revolución Mexicana             |
| Atlas "B"                         | Zapopan, Jalisco               | Alfredo "Pistache" Torres            |
| Cachorros León                    | León, Guanajuato               | Nou Camp / Casa Club León            |
| Cachorros UANL                    | Zuazua, Nuevo León             | Instalaciones de Zuazua              |
| C.D. Oro                          | Guadalajara, Jalisco           | Jalisco / Club La Primavera          |
| Colegio Once México               | Zapopan, Jalisco               | Colegio Once México                  |
| Durango                           | Durango, Durango               | Francisco Zarco                      |
| Estudiantes Tecos "B"             | Zapopan, Jalisco               | Deportivo U.A.G.                     |
| Indios "B"                        | Ciudad Juárez, Chihuahua       | Olímpico Benito Juárez               |
| Irapuato "B"                      | Irapuato, Guanajuato           | Sergio León Chávez                   |
| Necaxa "B"                        | Aguascalientes, Aguascalientes | Victoria                             |
| Orinegros de Ciudad Madero        | Ciudad Madero, Tamaulipas      | Tamaulipas                           |
| Reboceritos de La Piedad          | Guanajuato, Guanajuato         | Macrocentro 2 CEDAJ                  |
| Topos de Reynosa                  | Reynosa, Tamaulipas            | Unidad Deportiva Solidaridad         |
| Universidad Autónoma de Zacatecas | Zacatecas, Zacatecas           | Universitario Unidad Deportiva Norte |

### Cambios
- Chetumal FC, Coyotes de Xalapa, Lobos París Poza Rica, Tarascos de Uruapan, Valle del Mezquital, Atlético Zamora y Loritos de la Universidad de Colima desaparecen o se retiran de la división.
- Emperadores de Texcoco cambia de nombre a Reyes de Texcoco.
- Atlético Tapatío se incorpora desde la Liga Premier de Ascenso sin haber descendido deportivamente. Hacen lo propio las filiales de los clubes Irapuato y La Piedad.
- FICUMDEP de Xalapa y Apodaca descendieron a la Tercera División.
- Se crean nuevas franquicias: Álamos FC, Centro Universitario del Fútbol, Club Astros, FC Bavaria Tultitlán, Pumas Naucalpan, Tecamachalco Sur, Zacatepec 1948, Alfareros de Tonalá y Colegio Once México. Además de la filial del Necaxa.

## Tabla general
| Pos. | Equipo                            | Pts. | PJ | G  | E | P  | GF | GC | Dif. | Clasificación       |
| ---- | --------------------------------- | ---- | -- | -- | - | -- | -- | -- | ---- | ------------------- |
| 1    | Estudiantes Tecos "B" (C)         | 34   | 13 | 10 | 2 | 1  | 42 | 14 | +28  | Liguilla de ascenso |
| 2    | Universidad Autónoma de Hidalgo   | 34   | 14 | 10 | 2 | 2  | 31 | 13 | +18  | Liguilla de ascenso |
| 3    | América Coapa                     | 33   | 14 | 9  | 4 | 1  | 48 | 16 | +32  | Liguilla de ascenso |
| 4    | Alto Rendimiento Tuzo             | 32   | 14 | 9  | 3 | 2  | 23 | 12 | +11  | Liguilla de ascenso |
| 5    | Atlas "B"                         | 31   | 14 | 9  | 2 | 3  | 31 | 11 | +20  | Liguilla de ascenso |
| 6    | C.D. Oro                          | 30   | 14 | 8  | 4 | 2  | 24 | 15 | +9   | Liguilla de ascenso |
| 7    | Necaxa "B"                        | 28   | 14 | 7  | 6 | 1  | 30 | 15 | +15  | Liguilla de ascenso |
| 8    | Lobos Prepa                       | 27   | 14 | 8  | 3 | 3  | 29 | 10 | +19  | Liguilla de ascenso |
| 9    | Zacatepec 1948                    | 27   | 14 | 8  | 3 | 3  | 25 | 14 | +11  | Liguilla de ascenso |
| 10   | Cuautla                           | 25   | 14 | 8  | 1 | 5  | 31 | 18 | +13  | Liguilla de ascenso |
| 11   | Tecamachalco Sur                  | 23   | 14 | 5  | 6 | 3  | 28 | 24 | +4   | Liguilla de ascenso |
| 12   | Cachorros de la UANL              | 23   | 14 | 6  | 3 | 5  | 22 | 17 | +5   | Liguilla de ascenso |
| 13   | Durango                           | 22   | 13 | 7  | 1 | 5  | 21 | 15 | +6   | Liguilla de ascenso |
| 14   | Cachorros León                    | 22   | 13 | 5  | 4 | 4  | 31 | 26 | +5   | Liguilla de ascenso |
| 15   | Universidad Autónoma de Zacatecas | 21   | 14 | 6  | 2 | 6  | 32 | 25 | +7   |                     |
| 16   | Álamos F.C.                       | 21   | 14 | 5  | 5 | 4  | 23 | 21 | +2   | Liguilla de ascenso |
| 17   | Pumas Naucalpan                   | 18   | 14 | 5  | 3 | 6  | 25 | 16 | +9   |                     |
| 18   | Indios "B"                        | 18   | 13 | 5  | 2 | 6  | 28 | 22 | +6   |                     |
| 19   | Irapuato "B"                      | 17   | 13 | 5  | 2 | 6  | 25 | 17 | +8   | Liguilla de ascenso |
| 20   | Topos de Reynosa                  | 17   | 13 | 5  | 2 | 6  | 23 | 27 | −4   |                     |
| 21   | Reboceritos de La Piedad          | 17   | 14 | 5  | 1 | 8  | 25 | 31 | −6   |                     |
| 22   | Reyes de Texcoco                  | 17   | 14 | 4  | 3 | 7  | 14 | 35 | −21  |                     |
| 23   | Centro Universitario del Fútbol   | 9    | 14 | 3  | 0 | 11 | 12 | 27 | −15  |                     |
| 24   | Bavaria Tultitlán                 | 14   | 14 | 4  | 1 | 9  | 18 | 36 | −18  |                     |
| 25   | Colegio Once México               | 12   | 14 | 3  | 2 | 9  | 11 | 29 | −18  |                     |
| 26   | Atlético Tapatío                  | 11   | 14 | 3  | 1 | 10 | 13 | 31 | −18  |                     |
| 27   | Cañoneros de Campeche             | 11   | 14 | 3  | 1 | 10 | 18 | 40 | −22  |                     |
| 28   | Club Astros                       | 8    | 14 | 2  | 2 | 10 | 17 | 42 | −25  |                     |
| 29   | Alfareros de Tonalá               | 1    | 14 | 0  | 1 | 13 | 2  | 59 | −57  |                     |
| 30   | Orinegros de Ciudad Madero        | 2    | 8  | 0  | 2 | 6  | 3  | 27 | −24  | Desafiliado         |

 Fuente: Segunda División FMF

## Grupos

### Grupo 1
| Pos. | Equipo                          | Pts. | PJ | G  | E | P  | GF | GC | Dif. | Clasificación       |
| ---- | ------------------------------- | ---- | -- | -- | - | -- | -- | -- | ---- | ------------------- |
| 1    | Universidad Autónoma de Hidalgo | 34   | 14 | 10 | 2 | 2  | 31 | 13 | +18  | Liguilla de ascenso |
| 2    | América Coapa                   | 33   | 14 | 9  | 4 | 1  | 48 | 16 | +32  | Liguilla de ascenso |
| 3    | Alto Rendimiento Tuzo           | 32   | 14 | 9  | 3 | 2  | 23 | 12 | +11  | Liguilla de ascenso |
| 4    | Lobos Prepa                     | 27   | 14 | 8  | 3 | 3  | 29 | 10 | +19  | Liguilla de ascenso |
| 5    | Zacatepec 1948                  | 27   | 14 | 8  | 3 | 3  | 25 | 14 | +11  | Liguilla de ascenso |
| 6    | Cuautla                         | 25   | 14 | 8  | 1 | 5  | 31 | 18 | +13  | Liguilla de ascenso |
| 7    | Tecamachalco Sur                | 23   | 14 | 5  | 6 | 3  | 28 | 24 | +4   | Liguilla de ascenso |
| 8    | Álamos F.C.                     | 21   | 14 | 5  | 5 | 4  | 23 | 21 | +2   | Liguilla de ascenso |
| 9    | Pumas Naucalpan                 | 18   | 14 | 5  | 3 | 6  | 25 | 16 | +9   |                     |
| 10   | Reyes de Texcoco                | 17   | 14 | 4  | 3 | 7  | 14 | 35 | −21  |                     |
| 11   | Bavaria Tultitlán               | 14   | 14 | 4  | 1 | 9  | 18 | 36 | −18  |                     |
| 12   | Atlético Tapatío                | 11   | 14 | 3  | 1 | 10 | 13 | 31 | −18  |                     |
| 13   | Cañoneros de Campeche           | 11   | 14 | 3  | 1 | 10 | 18 | 40 | −22  |                     |
| 14   | Centro Universitario del Fútbol | 9    | 14 | 3  | 0 | 11 | 12 | 27 | −15  |                     |
| 15   | Club Astros                     | 8    | 14 | 2  | 2 | 10 | 17 | 42 | −25  |                     |

 Fuente: Segunda División FMF

### Grupo 2
| Pos. | Equipo                            | Pts. | PJ | G  | E | P  | GF | GC | Dif. | Clasificación       |
| ---- | --------------------------------- | ---- | -- | -- | - | -- | -- | -- | ---- | ------------------- |
| 1    | Estudiantes Tecos "B" (C)         | 34   | 13 | 10 | 2 | 1  | 42 | 14 | +28  | Liguilla de ascenso |
| 2    | Atlas "B"                         | 31   | 14 | 9  | 2 | 3  | 31 | 11 | +20  | Liguilla de ascenso |
| 3    | C.D. Oro                          | 30   | 14 | 8  | 4 | 2  | 24 | 15 | +9   | Liguilla de ascenso |
| 4    | Necaxa "B"                        | 28   | 14 | 7  | 6 | 1  | 30 | 15 | +15  | Liguilla de ascenso |
| 5    | Cachorros de la UANL              | 23   | 14 | 6  | 3 | 5  | 22 | 17 | +5   | Liguilla de ascenso |
| 6    | Durango                           | 22   | 13 | 7  | 1 | 5  | 21 | 15 | +6   | Liguilla de ascenso |
| 7    | Cachorros León                    | 22   | 13 | 5  | 4 | 4  | 31 | 26 | +5   | Liguilla de ascenso |
| 8    | Universidad Autónoma de Zacatecas | 21   | 14 | 6  | 2 | 6  | 32 | 25 | +7   |                     |
| 9    | Indios "B"                        | 18   | 13 | 5  | 2 | 6  | 28 | 22 | +6   |                     |
| 10   | Irapuato "B"                      | 17   | 13 | 5  | 2 | 6  | 25 | 17 | +8   | Liguilla de ascenso |
| 11   | Topos de Reynosa                  | 17   | 13 | 5  | 2 | 6  | 23 | 27 | −4   |                     |
| 12   | Reboceritos de La Piedad          | 17   | 14 | 5  | 1 | 8  | 25 | 31 | −6   |                     |
| 13   | Colegio Once México               | 12   | 14 | 3  | 2 | 9  | 11 | 29 | −18  |                     |
| 14   | Orinegros de Ciudad Madero        | 2    | 8  | 0  | 2 | 6  | 3  | 27 | −24  | Desafiliado         |
| 15   | Alfareros de Tonalá               | 1    | 14 | 0  | 1 | 13 | 2  | 59 | −57  |                     |

 Fuente: Segunda División FMF

## Torneo regular
| Jornada 1             | Jornada 1 | Jornada 1           | Jornada 1                            | Jornada 1        | Jornada 1        | Jornada 1 | Jornada 1 | Jornada 1 | Jornada 1 | Jornada 1 |
| Zona 1                | Zona 1    | Zona 1              | Zona 1                               | Zona 1           | Zona 1           | Zona 1    | Zona 1    | Zona 1    | Zona 1    | Zona 1    |
| Local                 | Resultado | Visitante           | Estadio                              | Fecha            | Hora             |           |           |           |           |           |
| --------------------- | --------- | ------------------- | ------------------------------------ | ---------------- | ---------------- | --------- | --------- | --------- | --------- | --------- |
| Club Astros           | 0 - 3     | Bavaria Tultitlán   | Jesús "Palillo" Martínez             | 12 de agosto     | 11:00            |           |           |           |           |           |
| U.A. de Hidalgo       | 2 - 2     | Álamos FC           | Club Hidalguense                     | 12 de agosto     | 12:00            |           |           |           |           |           |
| A.R. Tuzo             | 0 - 1     | Reyes Texcoco       | Hidalgo                              | 12 de agosto     | 12:00            |           |           |           |           |           |
| Pumas Naucalpan       | 2 - 0     | C.U. del Fútbol     | La Cantera                           | 12 de agosto     | 12:00            |           |           |           |           |           |
| Cañoneros             | 1 - 1     | América Coapa       | Universitario Campeche               | 13 de agosto     | 16:00            |           |           |           |           |           |
| Tecamachalco Sur      | 1 - 1     | Lobos Prepa         | Alberto Pérez Navarro                | 13 de agosto     | 16:00            |           |           |           |           |           |
| Cuautla               | 0 - 1     | Zacatepec 1948      | Isidro Gil Tapia                     | 14 de agosto     | 16:00            |           |           |           |           |           |
| DESCANSO              | DESCANSO  | DESCANSO            | Atlético Tapatío                     | Atlético Tapatío | Atlético Tapatío |           |           |           |           |           |
| Zona 2                |           |                     |                                      |                  |                  |           |           |           |           |           |
| Local                 | Resultado | Visitante           | Estadio                              | Fecha            | Hora             |           |           |           |           |           |
| La Piedad             | 2 - 2     | CD Oro              | Macrocentro 2 CEDAJ                  | 12 de agosto     | 16:00            |           |           |           |           |           |
| UAZ                   | 3 - 1     | Colegio Once México | Universitario Unidad Deportiva Norte | 12 de agosto     | 20:15            |           |           |           |           |           |
| Cachorros UANL        | 2 - 2     | Cachorros León      | Instalaciones de Zuazua              | 13 de agosto     | 10:00            |           |           |           |           |           |
| Estudiantes Tecos "B" | 4 - 2     | Irapuato            | Deportivo UAG                        | 13 de agosto     | 11:00            |           |           |           |           |           |
| Necaxa "B"            | 1 - 1     | Atlas "B"           | Victoria                             | 13 de agosto     | 17:00            |           |           |           |           |           |
| Indios "B"            | 2 - 1     | Topos de Reynosa    | Olímpico Benito Juárez               | 13 de agosto     | 20:30            |           |           |           |           |           |
| Durango               | 2 - 0     | Alfareros de Tonalá | Francisco Zarco                      | 14 de agosto     | 12:00            |           |           |           |           |           |
| DESCANSO              | DESCANSO  | DESCANSO            | Orinegros                            | Orinegros        | Orinegros        |           |           |           |           |           |

| Jornada 2             | Jornada 2 | Jornada 2           | Jornada 2                 | Jornada 2        | Jornada 2        | Jornada 2 | Jornada 2 | Jornada 2 | Jornada 2 | Jornada 2 |
| Zona 1                | Zona 1    | Zona 1              | Zona 1                    | Zona 1           | Zona 1           | Zona 1    | Zona 1    | Zona 1    | Zona 1    | Zona 1    |
| Local                 | Resultado | Visitante           | Estadio                   | Fecha            | Hora             |           |           |           |           |           |
| --------------------- | --------- | ------------------- | ------------------------- | ---------------- | ---------------- | --------- | --------- | --------- | --------- | --------- |
| América Coapa         | 3 - 3     | A.R. Tuzo           | Inst. Club América Coapa  | 19 de agosto     | 13:45            |           |           |           |           |           |
| C.U. del Fútbol       | 2 - 0     | Tecamachalco Sur    | Universidad del Fútbol    | 20 de agosto     | 10:00            |           |           |           |           |           |
| Lobos Prepa           | 4 - 0     | Cañoneros           | C. Universitaria Puebla   | 20 de agosto     | 13:00            |           |           |           |           |           |
| Álamos FC             | 1 - 1     | Club Astros         | N.D.                      | 20 de agosto     | 16:00            |           |           |           |           |           |
| Bavaria Tultitlán     | 2 - 0     | Atlético Tapatío    | N.D.                      | 20 de agosto     | 16:00            |           |           |           |           |           |
| Zacatepec 1948        | 1 - 1     | U.A. de Hidalgo     | Agustín Coruco Díaz       | 21 de agosto     | 16:00            |           |           |           |           |           |
| Reyes Texcoco         | 1 - 2     | Cuautla             | Municipal Claudio Suárez  | 21 de agosto     | 16:00            |           |           |           |           |           |
| DESCANSO              | DESCANSO  | DESCANSO            | Pumas Naucalpan           | Pumas Naucalpan  | Pumas Naucalpan  |           |           |           |           |           |
| Zona 2                |           |                     |                           |                  |                  |           |           |           |           |           |
| Local                 | Resultado | Visitante           | Estadio                   | Fecha            | Hora             |           |           |           |           |           |
| Irapuato              | 0 - 1     | Indios "B"          | Sergio León Chávez        | 19 de agosto     | 16:00            |           |           |           |           |           |
| Estudiantes Tecos "B" | 9 - 0     | Alfareros de Tonalá | Deportivo UAG             | 20 de agosto     | 11:00            |           |           |           |           |           |
| Colegio Once México   | 2 - 1     | La Piedad           | Colegio Once México       | 20 de agosto     | 11:00            |           |           |           |           |           |
| Atlas "B"             | 3 - 0     | Cachorros UANL      | Alfredo "Pistache" Torres | 20 de agosto     | 16:00            |           |           |           |           |           |
| Cachorros León        | 0 - 1     | Durango             | Nou Camp                  | 21 de agosto     | 11:00            |           |           |           |           |           |
| CD Oro                | 1 - 1     | Necaxa "B"          | Jalisco                   | 21 de agosto     | 12:00            |           |           |           |           |           |
| Orinegros             | 2 - 3     | UAZ                 | Tamaulipas                | 21 de agosto     | 17:00            |           |           |           |           |           |
| DESCANSO              | DESCANSO  | DESCANSO            | Topos de Reynosa          | Topos de Reynosa | Topos de Reynosa |           |           |           |           |           |

| Jornada 3             | Jornada 3 | Jornada 3           | Jornada 3                            | Jornada 3        | Jornada 3        | Jornada 3 | Jornada 3 | Jornada 3 | Jornada 3 | Jornada 3 |
| Zona 1                | Zona 1    | Zona 1              | Zona 1                               | Zona 1           | Zona 1           | Zona 1    | Zona 1    | Zona 1    | Zona 1    | Zona 1    |
| Local                 | Resultado | Visitante           | Estadio                              | Fecha            | Hora             |           |           |           |           |           |
| --------------------- | --------- | ------------------- | ------------------------------------ | ---------------- | ---------------- | --------- | --------- | --------- | --------- | --------- |
| Club Astros           | 1 - 2     | Zacatepec 1948      | Jesús "Palillo" Martínez             | 26 de agosto     | 11:00            |           |           |           |           |           |
| A.R. Tuzo             | 1 - 0     | Cuautla             | Hidalgo                              | 26 de agosto     | 12:00            |           |           |           |           |           |
| U.A. de Hidalgo       | 2 - 0     | Reyes Texcoco       | Club Hidalguense                     | 26 de agosto     | 12:00            |           |           |           |           |           |
| Pumas Naucalpan       | 6 - 0     | Bavaria Tultitlán   | La Cantera                           | 26 de agosto     | 12:00            |           |           |           |           |           |
| América Coapa         | 0 - 0     | Lobos Prepa         | Inst. Club América Coapa             | 26 de agosto     | 13:45            |           |           |           |           |           |
| Atlético Tapatío      | 0 - 3     | Álamos FC           | Arreola                              | 27 de agosto     | 16:00            |           |           |           |           |           |
| Cañoneros             | 1 - 0     | C.U. del Fútbol     | Universitario Campeche               | 27 de agosto     | 16:00            |           |           |           |           |           |
| DESCANSO              | DESCANSO  | DESCANSO            | Tecamachalco Sur                     | Tecamachalco Sur | Tecamachalco Sur |           |           |           |           |           |
| Zona 2                |           |                     |                                      |                  |                  |           |           |           |           |           |
| Local                 | Resultado | Visitante           | Estadio                              | Fecha            | Hora             |           |           |           |           |           |
| La Piedad             | 5 - 1     | Orinegros           | Macrocentro 2 CEDAJ                  | 26 de agosto     | 16:00            |           |           |           |           |           |
| UAZ                   | 4 - 1     | Topos de Reynosa    | Universitario Unidad Deportiva Norte | 26 de agosto     | 20:15            |           |           |           |           |           |
| Cachorros UANL        | 0 - 1     | CD Oro              | Instalaciones de Zuazua              | 27 de agosto     | 10:00            |           |           |           |           |           |
| Estudiantes Tecos "B" | 4 - 4     | Indios "B"          | Deportivo UAG                        | 27 de agosto     | 11:00            |           |           |           |           |           |
| Necaxa "B"            | 2 - 1     | Colegio Once México | Victoria                             | 27 de agosto     | 17:00            |           |           |           |           |           |
| Durango               | 2 - 0     | Atlas "B"           | Francisco Zarco                      | 28 de agosto     | 12:00            |           |           |           |           |           |
| Alfareros de Tonalá   | 0 - 5     | Cachorros León      | U.D. Revolución Mexicana             | 28 de agosto     | 16:00            |           |           |           |           |           |
| DESCANSO              | DESCANSO  | DESCANSO            | Irapuato                             | Irapuato         | Irapuato         |           |           |           |           |           |

| Jornada 4           | Jornada 4 | Jornada 4             | Jornada 4                       | Jornada 4       | Jornada 4  | Jornada 4 | Jornada 4 | Jornada 4 | Jornada 4 | Jornada 4 |
| Zona 1              | Zona 1    | Zona 1                | Zona 1                          | Zona 1          | Zona 1     | Zona 1    | Zona 1    | Zona 1    | Zona 1    | Zona 1    |
| Local               | Resultado | Visitante             | Estadio                         | Fecha           | Hora       |           |           |           |           |           |
| ------------------- | --------- | --------------------- | ------------------------------- | --------------- | ---------- | --------- | --------- | --------- | --------- | --------- |
| C.U. del Fútbol     | 1 - 4     | América Coapa         | Universidad del Fútbol          | 3 de septiembre | 10:00      |           |           |           |           |           |
| Bavaria Tultitlán   | 3 - 3     | Tecamachalco Sur      | Deportivo Cartagena             | 3 de septiembre | 16:00      |           |           |           |           |           |
| Álamos FC           | 1 - 1     | Pumas Naucalpan       | U.D. Ciudad Jardín Bicentenario | 3 de septiembre | 16:00      |           |           |           |           |           |
| Zacatepec 1948      | 4 - 1     | Atlético Tapatío      | Agustín Coruco Díaz             | 4 de septiembre | 16:00      |           |           |           |           |           |
| Reyes Texcoco       | 2 - 2     | Club Astros           | Municipal Claudio Suárez        | 4 de septiembre | 16:00      |           |           |           |           |           |
| Cuautla             | 2 - 1     | U.A. de Hidalgo       | Isidro Gil Tapia                | 4 de septiembre | 16:00      |           |           |           |           |           |
| Lobos Prepa         | 1 - 1     | A.R. Tuzo             | Prepa Lic. Benito Juárez García | 12 de octubre   | 13:00      |           |           |           |           |           |
| DESCANSO            | DESCANSO  | DESCANSO              | Cañoneros                       | Cañoneros       | Cañoneros  |           |           |           |           |           |
| Zona 2              |           |                       |                                 |                 |            |           |           |           |           |           |
| Local               | Resultado | Visitante             | Estadio                         | Fecha           | Hora       |           |           |           |           |           |
| Irapuato            | 5 - 0     | UAZ                   | Sergio León Chávez              | 1 de septiembre | 16:00      |           |           |           |           |           |
| Colegio Once México | 2 - 1     | Cachorros UANL        | Colegio Once México             | 3 de septiembre | 11:00      |           |           |           |           |           |
| Atlas "B"           | 3 - 0     | Alfareros de Tonalá   | Alfredo "Pistache" Torres       | 3 de septiembre | 12:00      |           |           |           |           |           |
| Cachorros León      | 2 - 3     | Estudiantes Tecos "B" | Nou Camp                        | 4 de septiembre | 11:00      |           |           |           |           |           |
| CD Oro              | 1 - 0     | Durango               | Jalisco                         | 4 de septiembre | 12:00      |           |           |           |           |           |
| Orinegros           | 0 - 3     | Necaxa "B"            | Tamaulipas                      | 4 de septiembre | 17:00      |           |           |           |           |           |
| Topos de Reynosa    | 4 - 1     | La Piedad             | Unidad Deportiva Solidaridad    | 4 de septiembre | 17:00      |           |           |           |           |           |
| DESCANSO            | DESCANSO  | DESCANSO              | Indios "B"                      | Indios "B"      | Indios "B" |           |           |           |           |           |

| Jornada 5           | Jornada 5 | Jornada 5           | Jornada 5                            | Jornada 5             | Jornada 5             | Jornada 5 | Jornada 5 | Jornada 5 | Jornada 5 | Jornada 5 |
| Zona 1              | Zona 1    | Zona 1              | Zona 1                               | Zona 1                | Zona 1                | Zona 1    | Zona 1    | Zona 1    | Zona 1    | Zona 1    |
| Local               | Resultado | Visitante           | Estadio                              | Fecha                 | Hora                  |           |           |           |           |           |
| ------------------- | --------- | ------------------- | ------------------------------------ | --------------------- | --------------------- | --------- | --------- | --------- | --------- | --------- |
| Club Astros         | 2 - 4     | Cuautla             | Jesús "Palillo" Martínez             | 9 de septiembre       | 11:00                 |           |           |           |           |           |
| A.R. Tuzo           | 0 - 2     | U.A. de Hidalgo     | Universidad del Fútbol               | 9 de septiembre       | 12:00                 |           |           |           |           |           |
| Pumas Naucalpan     | 0 - 2     | Zacatepec 1948      | La Cantera                           | 9 de septiembre       | 12:00                 |           |           |           |           |           |
| Lobos Prepa         | 2 - 0     | C.U. del Fútbol     | Prepa Lic. Benito Juárez García      | 10 de septiembre      | 13:00                 |           |           |           |           |           |
| Tecamachalco Sur    | 2 - 2     | Álamos FC           | Alberto Pérez Navarro                | 10 de septiembre      | 16:00                 |           |           |           |           |           |
| Atlético Tapatío    | 3 - 0     | Reyes Texcoco       | Arreola                              | 10 de septiembre      | 16:00                 |           |           |           |           |           |
| Cañoneros           | 1 - 3     | Bavaria Tultitlán   | Universitario Campeche               | 10 de septiembre      | 16:00                 |           |           |           |           |           |
| DESCANSO            | DESCANSO  | DESCANSO            | América Coapa                        | América Coapa         | América Coapa         |           |           |           |           |           |
| Zona 2              |           |                     |                                      |                       |                       |           |           |           |           |           |
| Local               | Resultado | Visitante           | Estadio                              | Fecha                 | Hora                  |           |           |           |           |           |
| UAZ                 | 1 - 0     | Indios "B"          | Universitario Unidad Deportiva Norte | 9 de septiembre       | 20:15                 |           |           |           |           |           |
| Cachorros UANL      | 4 - 0     | Orinegros           | Instalaciones de Zuazua              | 10 de septiembre      | 10:00                 |           |           |           |           |           |
| La Piedad           | 1 - 6     | Irapuato            | Macrocentro 2 CEDAJ                  | 10 de septiembre      | 16:00                 |           |           |           |           |           |
| Necaxa "B"          | 7 - 2     | Topos de Reynosa    | Victoria                             | 10 de septiembre      | 17:00                 |           |           |           |           |           |
| Cachorros León      | 2 - 1     | Atlas "B"           | Nou Camp                             | 11 de septiembre      | 11:00                 |           |           |           |           |           |
| Durango             | 4 - 0     | Colegio Once México | Francisco Zarco                      | 11 de septiembre      | 12:00                 |           |           |           |           |           |
| Alfareros de Tonalá | 0 - 1     | CD Oro              | U.D. Revolución Mexicana             | 11 de septiembre      | 16:00                 |           |           |           |           |           |
| DESCANSO            | DESCANSO  | DESCANSO            | Estudiantes Tecos "B"                | Estudiantes Tecos "B" | Estudiantes Tecos "B" |           |           |           |           |           |

| Jornada 6           | Jornada 6 | Jornada 6             | Jornada 6                       | Jornada 6        | Jornada 6   | Jornada 6 | Jornada 6 | Jornada 6 | Jornada 6 | Jornada 6 |
| Zona 1              | Zona 1    | Zona 1                | Zona 1                          | Zona 1           | Zona 1      | Zona 1    | Zona 1    | Zona 1    | Zona 1    | Zona 1    |
| Local               | Resultado | Visitante             | Estadio                         | Fecha            | Hora        |           |           |           |           |           |
| ------------------- | --------- | --------------------- | ------------------------------- | ---------------- | ----------- | --------- | --------- | --------- | --------- | --------- |
| C.U. del Fútbol     | 0 - 2     | A.R. Tuzo             | Universidad del Fútbol          | 15 de septiembre | 10:00       |           |           |           |           |           |
| U.A. de Hidalgo     | 3 - 1     | Club Astros           | Club Hidalguense                | 16 de septiembre | 12:00       |           |           |           |           |           |
| Álamos FC           | 4 - 2     | Cañoneros             | U.D. Ciudad Jardín Bicentenario | 17 de septiembre | 16:00       |           |           |           |           |           |
| Bavaria Tultitlán   | 2 - 4     | América Coapa         | Campo Nou Camp                  | 17 de septiembre | 16:00       |           |           |           |           |           |
| Cuautla             | 3 - 0     | Atlético Tapatío      | Isidro Gil Tapia                | 18 de septiembre | 16:00       |           |           |           |           |           |
| Reyes Texcoco       | 0 - 2     | Pumas Naucalpan       | Municipal Claudio Suárez        | 18 de septiembre | 16:00       |           |           |           |           |           |
| Zacatepec 1948      | 0 - 0     | Tecamachalco Sur      | Agustín Coruco Díaz             | 18 de septiembre | 16:00       |           |           |           |           |           |
| DESCANSO            | DESCANSO  | DESCANSO              | Lobos Prepa                     | Lobos Prepa      | Lobos Prepa |           |           |           |           |           |
| Zona 2              |           |                       |                                 |                  |             |           |           |           |           |           |
| Local               | Resultado | Visitante             | Estadio                         | Fecha            | Hora        |           |           |           |           |           |
| Irapuato            | 0 - 0     | Necaxa "B"            | Sergio León Chávez              | 15 de septiembre | 16:00       |           |           |           |           |           |
| Colegio Once México | 4 - 3     | Alfareros de Tonalá   | Colegio Once México             | 17 de septiembre | 11:00       |           |           |           |           |           |
| Atlas "B"           | 3 - 1     | Estudiantes Tecos "B" | Alfredo "Pistache" Torres       | 17 de septiembre | 16:00       |           |           |           |           |           |
| Indios "B"          | 1 - 2     | La Piedad             | Olímpico Benito Juárez          | 17 de septiembre | 17:00       |           |           |           |           |           |
| CD Oro              | 5 - 2     | Cachorros León        | Jalisco                         | 18 de septiembre | 12:00       |           |           |           |           |           |
| Topos de Reynosa    | 2 - 1     | Cachorros UANL        | Unidad Deportiva Solidaridad    | 18 de septiembre | 17:00       |           |           |           |           |           |
| Orinegros           | 0 - 3     | Durango               | Tamaulipas                      | Otorgado         | Otorgado    |           |           |           |           |           |
| DESCANSO            | DESCANSO  | DESCANSO              | UAZ                             | UAZ              | UAZ         |           |           |           |           |           |

| Jornada 7             | Jornada 7 | Jornada 7           | Jornada 7                       | Jornada 7        | Jornada 7       | Jornada 7 | Jornada 7 | Jornada 7 | Jornada 7 | Jornada 7 |
| Zona 1                | Zona 1    | Zona 1              | Zona 1                          | Zona 1           | Zona 1          | Zona 1    | Zona 1    | Zona 1    | Zona 1    | Zona 1    |
| Local                 | Resultado | Visitante           | Estadio                         | Fecha            | Hora            |           |           |           |           |           |
| --------------------- | --------- | ------------------- | ------------------------------- | ---------------- | --------------- | --------- | --------- | --------- | --------- | --------- |
| A.R. Tuzo             | 3 - 2     | Club Astros         | Hidalgo                         | 23 de septiembre | 12:00           |           |           |           |           |           |
| Pumas Naucalpan       | 5 - 0     | Cuautla             | La Cantera                      | 23 de septiembre | 12:00           |           |           |           |           |           |
| América Coapa         | 5 - 3     | Álamos FC           | Inst. Club América Coapa        | 23 de septiembre | 13:45           |           |           |           |           |           |
| Lobos Prepa           | 1 - 0     | Bavaria Tultitlán   | Prepa Lic. Benito Juárez García | 24 de septiembre | 13:00           |           |           |           |           |           |
| Atlético Tapatío      | 0 - 2     | U.A. de Hidalgo     | Arreola                         | 24 de septiembre | 16:00           |           |           |           |           |           |
| Cañoneros             | 1 - 2     | Zacatepec 1948      | Universitario Campeche          | 24 de septiembre | 16:00           |           |           |           |           |           |
| Tecamachalco Sur      | 0 - 0     | Reyes Texcoco       | Alberto Pérez Navarro           | 24 de septiembre | 16:00           |           |           |           |           |           |
| DESCANSO              | DESCANSO  | DESCANSO            | C.U. del Fútbol                 | C.U. del Fútbol  | C.U. del Fútbol |           |           |           |           |           |
| Zona 2                |           |                     |                                 |                  |                 |           |           |           |           |           |
| Local                 | Resultado | Visitante           | Estadio                         | Fecha            | Hora            |           |           |           |           |           |
| Cachorros UANL        | 3 - 0     | Irapuato            | Instalaciones de Zuazua         | 24 de septiembre | 10:00           |           |           |           |           |           |
| Estudiantes Tecos "B" | 2 - 2     | UAZ                 | Deportivo UAG                   | 24 de septiembre | 11:00           |           |           |           |           |           |
| Atlas "B"             | 0 - 1     | CD Oro              | Alfredo "Pistache" Torres       | 24 de septiembre | 16:00           |           |           |           |           |           |
| Necaxa "B"            | 1 - 1     | Indios "B"          | Victoria                        | 24 de septiembre | 17:00           |           |           |           |           |           |
| Cachorros León        | 4 - 0     | Colegio Once México | Nou Camp                        | 25 de septiembre | 11:00           |           |           |           |           |           |
| Durango               | 2 - 0     | Topos de Reynosa    | Francisco Zarco                 | 25 de septiembre | 12:00           |           |           |           |           |           |
| Alfareros de Tonalá   | 0 - 0     | Orinegros           | U.D. Revolución Mexicana        | 25 de septiembre | 16:00           |           |           |           |           |           |
| DESCANSO              | DESCANSO  | DESCANSO            | La Piedad                       | La Piedad        | La Piedad       |           |           |           |           |           |

| Jornada 8           | Jornada 8 | Jornada 8             | Jornada 8                            | Jornada 8        | Jornada 8  | Jornada 8 | Jornada 8 | Jornada 8 | Jornada 8 | Jornada 8 |
| Zona 1              | Zona 1    | Zona 1                | Zona 1                               | Zona 1           | Zona 1     | Zona 1    | Zona 1    | Zona 1    | Zona 1    | Zona 1    |
| Local               | Resultado | Visitante             | Estadio                              | Fecha            | Hora       |           |           |           |           |           |
| ------------------- | --------- | --------------------- | ------------------------------------ | ---------------- | ---------- | --------- | --------- | --------- | --------- | --------- |
| U.A. de Hidalgo     | 2 - 1     | Pumas Naucalpan       | Club Hidalguense                     | 30 de septiembre | 12:00      |           |           |           |           |           |
| Club Astros         | 3 - 0     | Atlético Tapatío      | Jesús "Palillo" Martínez             | 30 de septiembre | 16:00      |           |           |           |           |           |
| Álamos FC           | 2 - 1     | Lobos Prepa           | U.D. Ciudad Jardín Bicentenario      | 1 de octubre     | 16:00      |           |           |           |           |           |
| Bavaria Tultitlán   | 3 - 2     | C.U. del Fútbol       | Campo Nou Camp                       | 1 de octubre     | 16:00      |           |           |           |           |           |
| Zacatepec 1948      | 2 - 3     | América Coapa         | Agustín Coruco Díaz                  | 2 de octubre     | 16:00      |           |           |           |           |           |
| Reyes Texcoco       | 2 - 1     | Cañoneros             | Municipal Claudio Suárez             | 2 de octubre     | 16:00      |           |           |           |           |           |
| Cuautla             | 1 - 1     | Tecamachalco Sur      | Isidro Gil Tapia                     | 2 de octubre     | 16:00      |           |           |           |           |           |
| DESCANSO            | DESCANSO  | DESCANSO              | A.R. Tuzo                            | A.R. Tuzo        | A.R. Tuzo  |           |           |           |           |           |
| Zona 2              |           |                       |                                      |                  |            |           |           |           |           |           |
| Local               | Resultado | Visitante             | Estadio                              | Fecha            | Hora       |           |           |           |           |           |
| Irapuato            | 2 - 0     | Durango               | Sergio León Chávez                   | 29 de septiembre | 16:00      |           |           |           |           |           |
| UAZ                 | 2 - 0     | La Piedad             | Universitario Unidad Deportiva Norte | 30 de septiembre | 20:15      |           |           |           |           |           |
| Colegio Once México | 0 - 1     | Atlas "B"             | Colegio Once México                  | 1 de octubre     | 11:00      |           |           |           |           |           |
| Indios "B"          | 1 - 3     | Cachorros UANL        | Olímpico Benito Juárez               | 1 de octubre     | 14:00      |           |           |           |           |           |
| CD Oro              | 0 - 1     | Estudiantes Tecos "B" | Jalisco                              | 2 de octubre     | 12:00      |           |           |           |           |           |
| Topos de Reynosa    | 6 - 0     | Alfareros de Tonalá   | Unidad Deportiva Solidaridad         | 2 de octubre     | 17:00      |           |           |           |           |           |
| Orinegros           | 0 - 3     | Cachorros León        | Tamaulipas                           | Otorgado         | Otorgado   |           |           |           |           |           |
| DESCANSO            | DESCANSO  | DESCANSO              | Necaxa "B"                           | Necaxa "B"       | Necaxa "B" |           |           |           |           |           |

| Jornada 9             | Jornada 9 | Jornada 9           | Jornada 9                       | Jornada 9         | Jornada 9         | Jornada 9 | Jornada 9 | Jornada 9 | Jornada 9 | Jornada 9 |
| Zona 1                | Zona 1    | Zona 1              | Zona 1                          | Zona 1            | Zona 1            | Zona 1    | Zona 1    | Zona 1    | Zona 1    | Zona 1    |
| Local                 | Resultado | Visitante           | Estadio                         | Fecha             | Hora              |           |           |           |           |           |
| --------------------- | --------- | ------------------- | ------------------------------- | ----------------- | ----------------- | --------- | --------- | --------- | --------- | --------- |
| A.R. Tuzo             | 2 - 0     | Atlético Tapatío    | Universidad del Fútbol          | 7 de octubre      | 12:00             |           |           |           |           |           |
| Pumas Naucalpan       | 5 - 1     | Club Astros         | La Cantera                      | 7 de octubre      | 12:00             |           |           |           |           |           |
| América Coapa         | 10 - 0    | Reyes Texcoco       | Inst. Club América Coapa        | 7 de octubre      | 13:45             |           |           |           |           |           |
| C.U. del Fútbol       | 0 - 1     | Álamos FC           | Universidad del Fútbol          | 8 de octubre      | 10:00             |           |           |           |           |           |
| Tecamachalco Sur      | 3 - 1     | U.A. de Hidalgo     | Alberto Pérez Navarro           | 8 de octubre      | 12:00             |           |           |           |           |           |
| Lobos Prepa           | 4 - 0     | Zacatepec 1948      | Prepa Lic. Benito Juárez García | 8 de octubre      | 13:00             |           |           |           |           |           |
| Cañoneros             | 1 - 7     | Cuautla             | Universitario Campeche          | 8 de octubre      | 16:00             |           |           |           |           |           |
| DESCANSO              | DESCANSO  | DESCANSO            | Bavaria Tultitlán               | Bavaria Tultitlán | Bavaria Tultitlán |           |           |           |           |           |
| Zona 2                |           |                     |                                 |                   |                   |           |           |           |           |           |
| Local                 | Resultado | Visitante           | Estadio                         | Fecha             | Hora              |           |           |           |           |           |
| Estudiantes Tecos "B" | 2 - 0     | La Piedad           | Deportivo UAG                   | 8 de octubre      | 11:00             |           |           |           |           |           |
| Atlas "B"             | 10 - 0    | Orinegros           | Alfredo "Pistache" Torres       | 8 de octubre      | 16:00             |           |           |           |           |           |
| Necaxa "B"            | 2 - 1     | UAZ                 | Victoria                        | 8 de octubre      | 16:00             |           |           |           |           |           |
| Cachorros León        | 1 - 1     | Topos de Reynosa    | Casa Club León                  | 9 de octubre      | 11:00             |           |           |           |           |           |
| CD Oro                | 1 - 1     | Colegio Once México | Jalisco                         | 9 de octubre      | 12:00             |           |           |           |           |           |
| Durango               | 4 - 3     | Indios "B"          | Francisco Zarco                 | 9 de octubre      | 12:00             |           |           |           |           |           |
| Alfareros de Tonalá   | 1 - 4     | Irapuato            | U.D. Revolución Mexicana        | 9 de octubre      | 16:00             |           |           |           |           |           |
| DESCANSO              | DESCANSO  | DESCANSO            | Cachorros UANL                  | Cachorros UANL    | Cachorros UANL    |           |           |           |           |           |

| Jornada 10          | Jornada 10 | Jornada 10            | Jornada 10                           | Jornada 10    | Jornada 10 | Jornada 10 | Jornada 10 | Jornada 10 | Jornada 10 | Jornada 10 |
| Zona 1              | Zona 1     | Zona 1                | Zona 1                               | Zona 1        | Zona 1     | Zona 1     | Zona 1     | Zona 1     | Zona 1     | Zona 1     |
| Local               | Resultado  | Visitante             | Estadio                              | Fecha         | Hora       |            |            |            |            |            |
| ------------------- | ---------- | --------------------- | ------------------------------------ | ------------- | ---------- | ---------- | ---------- | ---------- | ---------- | ---------- |
| U.A. de Hidalgo     | 5 - 0      | Cañoneros             | Club Hidalguense                     | 14 de octubre | 12:00      |            |            |            |            |            |
| Bavaria Tultitlán   | 0 - 1      | A.R. Tuzo             | Campo Nou Camp                       | 15 de octubre | 16:00      |            |            |            |            |            |
| Atlético Tapatío    | 1 - 1      | Pumas Naucalpan       | Arreola                              | 15 de octubre | 16:00      |            |            |            |            |            |
| Tecamachalco Sur    | 4 - 1      | Club Astros           | Alberto Pérez Navarro                | 15 de octubre | 16:00      |            |            |            |            |            |
| Cuautla             | 0 - 3      | América Coapa         | Isidro Gil Tapia                     | 16 de octubre | 16:00      |            |            |            |            |            |
| Zacatepec 1948      | 1 - 2      | C.U. del Fútbol       | Agustín Coruco Díaz                  | 16 de octubre | 16:00      |            |            |            |            |            |
| Reyes Texcoco       | 1 - 5      | Lobos Prepa           | Municipal Claudio Suárez             | 16 de octubre | 16:00      |            |            |            |            |            |
| DESCANSO            | DESCANSO   | DESCANSO              | Álamos FC                            | Álamos FC     | Álamos FC  |            |            |            |            |            |
| Zona 2              |            |                       |                                      |               |            |            |            |            |            |            |
| Local               | Resultado  | Visitante             | Estadio                              | Fecha         | Hora       |            |            |            |            |            |
| Irapuato            | 1 - 2      | Cachorros León        | Sergio León Chávez                   | 13 de octubre | 16:00      |            |            |            |            |            |
| UAZ                 | 0 - 2      | Cachorros UANL        | Universitario Unidad Deportiva Norte | 14 de octubre | 20:15      |            |            |            |            |            |
| Colegio Once México | 0 - 3      | Estudiantes Tecos "B" | Colegio Once México                  | 15 de octubre | 11:00      |            |            |            |            |            |
| Indios "B"          | 7 - 0      | Alfareros de Tonalá   | Olímpico Benito Juárez               | 15 de octubre | 16:00      |            |            |            |            |            |
| La Piedad           | 1 - 3      | Necaxa "B"            | Macrocentro 2 CEDAJ                  | 15 de octubre | 16:00      |            |            |            |            |            |
| Topos de Reynosa    | 1 - 1      | Atlas "B"             | Unidad Deportiva Solidaridad         | 16 de octubre | 17:00      |            |            |            |            |            |
| Orinegros           | 0 - 2      | CD Oro                | Tamaulipas                           | 16 de octubre | 17:00      |            |            |            |            |            |
| DESCANSO            | DESCANSO   | DESCANSO              | Durango                              | Durango       | Durango    |            |            |            |            |            |

| Jornada 11            | Jornada 11 | Jornada 11       | Jornada 11                      | Jornada 11          | Jornada 11          | Jornada 11 | Jornada 11 | Jornada 11 | Jornada 11 | Jornada 11 |
| Zona 1                | Zona 1     | Zona 1           | Zona 1                          | Zona 1              | Zona 1              | Zona 1     | Zona 1     | Zona 1     | Zona 1     | Zona 1     |
| Local                 | Resultado  | Visitante        | Estadio                         | Fecha               | Hora                |            |            |            |            |            |
| --------------------- | ---------- | ---------------- | ------------------------------- | ------------------- | ------------------- | ---------- | ---------- | ---------- | ---------- | ---------- |
| A.R. Tuzo             | 2 - 1      | Pumas Naucalpan  | Hidalgo                         | 21 de octubre       | 12:00               |            |            |            |            |            |
| América Coapa         | 1 - 2      | U.A. de Hidalgo  | Inst. Club América Coapa        | 21 de octubre       | 13:45               |            |            |            |            |            |
| C.U. del Fútbol       | 1 - 2      | Reyes Texcoco    | Universidad del Fútbol          | 22 de octubre       | 10:00               |            |            |            |            |            |
| Lobos Prepa           | 1 - 0      | Cuautla          | Prepa Lic. Benito Juárez García | 22 de octubre       | 13:00               |            |            |            |            |            |
| Tecamachalco Sur      | 3 - 1      | Atlético Tapatío | Alberto Pérez Navarro           | 22 de octubre       | 12:00               |            |            |            |            |            |
| Bavaria Tultitlán     | 0 - 2      | Álamos FC        | Campo Nou Camp                  | 22 de octubre       | 16:00               |            |            |            |            |            |
| Cañoneros             | 6 - 1      | Club Astros      | Universitario Campeche          | 22 de octubre       | 16:00               |            |            |            |            |            |
| DESCANSO              | DESCANSO   | DESCANSO         | Zacatepec 1948                  | Zacatepec 1948      | Zacatepec 1948      |            |            |            |            |            |
| Zona 2                |            |                  |                                 |                     |                     |            |            |            |            |            |
| Local                 | Resultado  | Visitante        | Estadio                         | Fecha               | Hora                |            |            |            |            |            |
| Cachorros UANL        | 1 - 0      | La Piedad        | Instalaciones de Zuazua         | 22 de octubre       | 10:00               |            |            |            |            |            |
| Estudiantes Tecos "B" | 1 - 0      | Necaxa "B"       | Deportivo UAG                   | 22 de octubre       | 11:00               |            |            |            |            |            |
| Colegio Once México   | 0 - 0      | Orinegros        | Colegio Once México             | 22 de octubre       | 11:00               |            |            |            |            |            |
| Atlas "B"             | 2 - 1      | Irapuato         | Alfredo "Pistache" Torres       | 22 de octubre       | 16:00               |            |            |            |            |            |
| Cachorros León        | 3 - 2      | Indios "B"       | Nou Camp                        | 23 de octubre       | 11:00               |            |            |            |            |            |
| Durango               | 4 - 3      | UAZ              | Francisco Zarco                 | 23 de octubre       | 12:00               |            |            |            |            |            |
| CD Oro                | 3 - 2      | Topos de Reynosa | Jalisco                         | 23 de octubre       | 12:00               |            |            |            |            |            |
| DESCANSO              | DESCANSO   | DESCANSO         | Alfareros de Tonalá             | Alfareros de Tonalá | Alfareros de Tonalá |            |            |            |            |            |

| Jornada 12       | Jornada 12 | Jornada 12            | Jornada 12                           | Jornada 12     | Jornada 12     | Jornada 12 | Jornada 12 | Jornada 12 | Jornada 12 | Jornada 12 |
| Zona 1           | Zona 1     | Zona 1                | Zona 1                               | Zona 1         | Zona 1         | Zona 1     | Zona 1     | Zona 1     | Zona 1     | Zona 1     |
| Local            | Resultado  | Visitante             | Estadio                              | Fecha          | Hora           |            |            |            |            |            |
| ---------------- | ---------- | --------------------- | ------------------------------------ | -------------- | -------------- | ---------- | ---------- | ---------- | ---------- | ---------- |
| U.A. de Hidalgo  | 1 - 0      | Lobos Prepa           | Club Hidalguense                     | 28 de octubre  | 12:00          |            |            |            |            |            |
| Pumas Naucalpan  | 1 - 2      | Tecamachalco Sur      | La Cantera                           | 28 de octubre  | 12:00          |            |            |            |            |            |
| Club Astros      | 0 - 6      | América Coapa         | Jesús "Palillo" Martínez             | 28 de octubre  | 16:00          |            |            |            |            |            |
| Álamos FC        | 1 - 2      | A.R. Tuzo             | U.D. Ciudad Jardín Bicentenario      | 29 de octubre  | 16:00          |            |            |            |            |            |
| Atlético Tapatío | 3 - 1      | Cañoneros             | Arreola                              | 29 de octubre  | 16:00          |            |            |            |            |            |
| Zacatepec 1948   | 4 - 0      | Bavaria Tultitlán     | Agustín Coruco Díaz                  | 30 de octubre  | 16:00          |            |            |            |            |            |
| Cuautla          | 4 - 1      | C.U. del Fútbol       | Isidro Gil Tapia                     | 30 de octubre  | 16:00          |            |            |            |            |            |
| DESCANSO         | DESCANSO   | DESCANSO              | Reyes Texcoco                        | Reyes Texcoco  | Reyes Texcoco  |            |            |            |            |            |
| Zona 2           |            |                       |                                      |                |                |            |            |            |            |            |
| Local            | Resultado  | Visitante             | Estadio                              | Fecha          | Hora           |            |            |            |            |            |
| Irapuato         | 2 - 2      | CD Oro                | Sergio León Chávez                   | 27 de octubre  | 16:00          |            |            |            |            |            |
| UAZ              | 9 - 0      | Alfareros de Tonalá   | Universitario Unidad Deportiva Norte | 28 de octubre  | 20:15          |            |            |            |            |            |
| Indios "B"       | 0 - 1      | Atlas "B"             | Olímpico Benito Juárez               | 29 de octubre  | 15:00          |            |            |            |            |            |
| La Piedad        | 2 - 1      | Durango               | Macrocentro 2 CEDAJ                  | 29 de octubre  | 16:00          |            |            |            |            |            |
| Necaxa "B"       | 2 - 2      | Cachorros UANL        | Victoria                             | 29 de octubre  | 17:00          |            |            |            |            |            |
| Topos de Reynosa | 1 - 0      | Colegio Once México   | Unidad Deportiva Solidaridad         | 30 de octubre  | 17:00          |            |            |            |            |            |
| Orinegros        | 0 - 3      | Estudiantes Tecos "B" | Tamaulipas                           | Otorgado       | Otorgado       |            |            |            |            |            |
| DESCANSO         | DESCANSO   | DESCANSO              | Cachorros León                       | Cachorros León | Cachorros León |            |            |            |            |            |

| Jornada 13            | Jornada 13 | Jornada 13       | Jornada 13                      | Jornada 13     | Jornada 13 | Jornada 13 | Jornada 13 | Jornada 13 | Jornada 13 | Jornada 13 |
| Zona 1                | Zona 1     | Zona 1           | Zona 1                          | Zona 1         | Zona 1     | Zona 1     | Zona 1     | Zona 1     | Zona 1     | Zona 1     |
| Local                 | Resultado  | Visitante        | Estadio                         | Fecha          | Hora       |            |            |            |            |            |
| --------------------- | ---------- | ---------------- | ------------------------------- | -------------- | ---------- | ---------- | ---------- | ---------- | ---------- | ---------- |
| A.R. Tuzo             | 4 - 1      | Tecamachalco Sur | Universidad del Fútbol          | 4 de noviembre | 12:00      |            |            |            |            |            |
| C.U. del Fútbol       | 1 - 3      | U.A. de Hidalgo  | Universidad del Fútbol          | 4 de noviembre | 12:00      |            |            |            |            |            |
| América Coapa         | 3 - 0      | Atlético Tapatío | Inst. Club América Coapa        | 4 de noviembre | 13:45      |            |            |            |            |            |
| Lobos Prepa           | 2 - 0      | Club Astros      | Prepa Lic. Benito Juárez García | 5 de noviembre | 13:00      |            |            |            |            |            |
| Álamos FC             | 0 - 1      | Zacatepec 1948   | U.D. Ciudad Jardín Bicentenario | 5 de noviembre | 16:00      |            |            |            |            |            |
| Cañoneros             | 1 - 0      | Pumas Naucalpan  | Universitario Campeche          | 5 de noviembre | 16:00      |            |            |            |            |            |
| Bavaria Tultitlán     | 1 - 3      | Reyes Texcoco    | Deportivo Cartagena             | 5 de noviembre | 16:00      |            |            |            |            |            |
| DESCANSO              | DESCANSO   | DESCANSO         | Cuautla                         | Cuautla        | Cuautla    |            |            |            |            |            |
| Zona 2                |            |                  |                                 |                |            |            |            |            |            |            |
| Local                 | Resultado  | Visitante        | Estadio                         | Fecha          | Hora       |            |            |            |            |            |
| Estudiantes Tecos "B" | 3 - 0      | Cachorros UANL   | Deportivo UAG                   | 5 de noviembre | 11:00      |            |            |            |            |            |
| Colegio Once México   | 0 - 2      | Irapuato         | Colegio Once México             | 5 de noviembre | 11:00      |            |            |            |            |            |
| Cachorros León        | 2 - 2      | UAZ              | Nou Camp                        | 6 de noviembre | 11:00      |            |            |            |            |            |
| CD Oro                | 2 - 3      | Indios "B"       | Jalisco                         | 6 de noviembre | 12:00      |            |            |            |            |            |
| Durango               | 0 - 2      | Necaxa "B"       | Francisco Zarco                 | 6 de noviembre | 12:00      |            |            |            |            |            |
| Alfareros de Tonalá   | 1 - 5      | La Piedad        | U.D. Revolución Mexicana        | 6 de noviembre | 16:00      |            |            |            |            |            |
| Orinegros             | 0 - 3      | Topos de Reynosa | Tamaulipas                      | Otorgado       | Otorgado   |            |            |            |            |            |
| DESCANSO              | DESCANSO   | DESCANSO         | Atlas "B"                       | Atlas "B"      | Atlas "B"  |            |            |            |            |            |

| Jornada 14            | Jornada 14 | Jornada 14          | Jornada 14                           | Jornada 14      | Jornada 14      | Jornada 14 | Jornada 14 | Jornada 14 | Jornada 14 | Jornada 14 |
| Zona 1                | Zona 1     | Zona 1              | Zona 1                               | Zona 1          | Zona 1          | Zona 1     | Zona 1     | Zona 1     | Zona 1     | Zona 1     |
| Local                 | Resultado  | Visitante           | Estadio                              | Fecha           | Hora            |            |            |            |            |            |
| --------------------- | ---------- | ------------------- | ------------------------------------ | --------------- | --------------- | ---------- | ---------- | ---------- | ---------- | ---------- |
| Pumas Naucalpan       | 0 - 0      | América Coapa       | La Cantera                           | 11 de noviembre | 12:00           |            |            |            |            |            |
| A.R. Tuzo             | 0 - 0      | Zacatepec 1948      | Universidad del Fútbol               | 11 de noviembre | 13:00           |            |            |            |            |            |
| Club Astros           | 2 - 1      | C.U. del Fútbol     | Jesús "Palillo" Martínez             | 11 de noviembre | 16:00           |            |            |            |            |            |
| Atlético Tapatío      | 4 - 3      | Lobos Prepa         | Arreola                              | 12 de noviembre | 16:00           |            |            |            |            |            |
| Tecamachalco Sur      | 6 - 2      | Cañoneros           | Alberto Pérez Navarro                | 12 de noviembre | 16:00           |            |            |            |            |            |
| Reyes Texcoco         | 1 - 1      | Álamos FC           | Municipal Claudio Suárez             | 13 de noviembre | 16:00           |            |            |            |            |            |
| Cuautla               | 5 - 0      | Bavaria Tultitlán   | Isidro Gil Tapia                     | 13 de noviembre | 16:00           |            |            |            |            |            |
| DESCANSO              | DESCANSO   | DESCANSO            | U.A. de Hidalgo                      | U.A. de Hidalgo | U.A. de Hidalgo |            |            |            |            |            |
| Zona 2                |            |                     |                                      |                 |                 |            |            |            |            |            |
| Local                 | Resultado  | Visitante           | Estadio                              | Fecha           | Hora            |            |            |            |            |            |
| UAZ                   | 1 - 2      | Atlas "B"           | Universitario Unidad Deportiva Norte | 11 de noviembre | 20:15           |            |            |            |            |            |
| Cachorros UANL        | 1 - 1      | Durango             | Instalaciones de Zuazua              | 12 de noviembre | 10:00           |            |            |            |            |            |
| Estudiantes Tecos "B" | 5 - 1      | Topos de Reynosa    | Deportivo UAG                        | 12 de noviembre | 10:00           |            |            |            |            |            |
| Indios "B"            | 3 - 0      | Colegio Once México | Olímpico Benito Juárez               | 12 de noviembre | 14:00           |            |            |            |            |            |
| Necaxa "B"            | 2 - 0      | Alfareros de Tonalá | Victoria                             | 12 de noviembre | 12:00           |            |            |            |            |            |
| La Piedad             | 4 - 2      | Cachorros León      | Macrocentro 2 CEDAJ                  | 12 de noviembre | 16:00           |            |            |            |            |            |
| Irapuato              | 3 - 0      | Orinegros           | Sergio León Chávez                   | Otorgado        | Otorgado        |            |            |            |            |            |
| DESCANSO              | DESCANSO   | DESCANSO            | CD Oro                               | CD Oro          | CD Oro          |            |            |            |            |            |

| Jornada 15          | Jornada 15 | Jornada 15            | Jornada 15                      | Jornada 15          | Jornada 15          | Jornada 15 | Jornada 15 | Jornada 15 | Jornada 15 | Jornada 15 |
| Zona 1              | Zona 1     | Zona 1                | Zona 1                          | Zona 1              | Zona 1              | Zona 1     | Zona 1     | Zona 1     | Zona 1     | Zona 1     |
| Local               | Resultado  | Visitante             | Estadio                         | Fecha               | Hora                |            |            |            |            |            |
| ------------------- | ---------- | --------------------- | ------------------------------- | ------------------- | ------------------- | ---------- | ---------- | ---------- | ---------- | ---------- |
| C.U. del Fútbol     | 1 - 0      | Atlético Tapatío      | Universidad del Fútbol          | 19 de noviembre     | 10:00               |            |            |            |            |            |
| Álamos FC           | 0 - 3      | Cuautla               | U.D. Ciudad Jardín Bicentenario | 19 de noviembre     | 15:00               |            |            |            |            |            |
| Cañoneros           | 0 - 2      | A.R. Tuzo             | Universitario Campeche          | 19 de noviembre     | 15:00               |            |            |            |            |            |
| América Coapa       | 5 - 2      | Tecamachalco Sur      | Inst. Club América Coapa        | 19 de noviembre     | 15:00               |            |            |            |            |            |
| Bavaria Tultitlán   | 1 - 4      | U.A. de Hidalgo       | Deportivo Cartagena             | 19 de noviembre     | 15:00               |            |            |            |            |            |
| Lobos Prepa         | 4 - 0      | Pumas Naucalpan       | Prepa Lic. Benito Juárez García | 19 de noviembre     | 15:00               |            |            |            |            |            |
| Zacatepec 1948      | 5 - 1      | Reyes Texcoco         | Agustín Coruco Díaz             | 19 de noviembre     | 15:00               |            |            |            |            |            |
| DESCANSO            | DESCANSO   | DESCANSO              | Club Astros                     | Club Astros         | Club Astros         |            |            |            |            |            |
| Zona 2              |            |                       |                                 |                     |                     |            |            |            |            |            |
| Local               | Resultado  | Visitante             | Estadio                         | Fecha               | Hora                |            |            |            |            |            |
| Alfareros de Tonalá | 0 - 2      | Cachorros UANL        | U.D. Revolución Mexicana        | 19 de noviembre     | 15:00               |            |            |            |            |            |
| Atlas "B"           | 3 - 1      | La Piedad             | Alfredo "Pistache" Torres       | 19 de noviembre     | 15:00               |            |            |            |            |            |
| Cachorros León      | 4 - 4      | Necaxa "B"            | Nou Camp                        | 19 de noviembre     | 15:00               |            |            |            |            |            |
| CD Oro              | 2 - 1      | UAZ                   | Jalisco                         | 19 de noviembre     | 15:00               |            |            |            |            |            |
| Durango             | 0 - 1      | Estudiantes Tecos "B" | Francisco Zarco                 | 19 de noviembre     | 15:00               |            |            |            |            |            |
| Topos de Reynosa    | 1 - 0      | Irapuato              | Unidad Deportiva Solidaridad    | 19 de noviembre     | 15:00               |            |            |            |            |            |
| Orinegros           | 0 - 3      | Indios "B"            | Tamaulipas                      | Otorgado            | Otorgado            |            |            |            |            |            |
| DESCANSO            | DESCANSO   | DESCANSO              | Colegio Once México             | Colegio Once México | Colegio Once México |            |            |            |            |            |

## Liguilla
|  | Octavos de final                                         | Octavos de final                                         | Octavos de final                                         |                              |   | Cuartos de final                                                   | Cuartos de final                                                   | Cuartos de final                                                   |  |  | Semifinales                                            | Semifinales                                            | Semifinales                                            |  |  | Final                                          | Final                                          | Final                                          |
|  | 23 y 24 de noviembre (ida) 26 y 27 de noviembre (vuelta) | 23 y 24 de noviembre (ida) 26 y 27 de noviembre (vuelta) | 23 y 24 de noviembre (ida) 26 y 27 de noviembre (vuelta) |                              |   | 30 de noviembre y 1 de diciembre (ida) 3 y 4 de diciembre (vuelta) | 30 de noviembre y 1 de diciembre (ida) 3 y 4 de diciembre (vuelta) | 30 de noviembre y 1 de diciembre (ida) 3 y 4 de diciembre (vuelta) |  |  | 7 y 8 de diciembre (ida) 10 y 11 de diciembre (vuelta) | 7 y 8 de diciembre (ida) 10 y 11 de diciembre (vuelta) | 7 y 8 de diciembre (ida) 10 y 11 de diciembre (vuelta) |  |  | 14 de diciembre (ida) 17 de diciembre (vuelta) | 14 de diciembre (ida) 17 de diciembre (vuelta) | 14 de diciembre (ida) 17 de diciembre (vuelta) |
|  |                                                          |                                                          |                                                          |                              |   |                                                                    |                                                                    |                                                                    |  |  |                                                        |                                                        |                                                        |  |  |                                                |                                                |                                                |
|  |                                                          |                                                          |                                                          |                              |   |                                                                    |                                                                    |                                                                    |  |  |                                                        |                                                        |                                                        |  |  |                                                |                                                |                                                |
|  |                                                          |                                                          |                                                          |                              |   |                                                                    |                                                                    |                                                                    |  |  |                                                        |                                                        |                                                        |  |  |                                                |                                                |                                                |
|  | Estudiantes Tecos "B"                                    | 1                                                        | 2                                                        |                              |   |                                                                    |                                                                    |                                                                    |  |  |                                                        |                                                        |                                                        |  |  |                                                |                                                |                                                |
|  | Estudiantes Tecos "B"                                    | 1                                                        | 2                                                        |                              |   |                                                                    |                                                                    |                                                                    |  |  |                                                        |                                                        |                                                        |  |  |                                                |                                                |                                                |
|  | Tecamachalco Sur                                         | 1                                                        | 0                                                        |                              |   |                                                                    |                                                                    |                                                                    |  |  |                                                        |                                                        |                                                        |  |  |                                                |                                                |                                                |
|  | Tecamachalco Sur                                         | 1                                                        | 0                                                        | Estudiantes Tecos "B"        | 1 | 2                                                                  |                                                                    |                                                                    |  |  |                                                        |                                                        |                                                        |  |  |                                                |                                                |                                                |
|  |                                                          |                                                          |                                                          |                              | 1 | 2                                                                  |                                                                    |                                                                    |  |  |                                                        |                                                        |                                                        |  |  |                                                |                                                |                                                |
|  |                                                          | Cachorros UANL                                           | 0                                                        | 1                            |   |                                                                    |                                                                    |                                                                    |  |  |                                                        |                                                        |                                                        |  |  |                                                |                                                |                                                |
|  | A.R. Tuzo                                                | Cachorros UANL                                           | 0                                                        | 1                            | 2 | 0                                                                  |                                                                    |                                                                    |  |  |                                                        |                                                        |                                                        |  |  |                                                |                                                |                                                |
|  | A.R. Tuzo                                                |                                                          |                                                          |                              | 2 | 0                                                                  |                                                                    |                                                                    |  |  |                                                        |                                                        |                                                        |  |  |                                                |                                                |                                                |
|  | Cachorros UANL                                           | 3                                                        | 2                                                        |                              |   |                                                                    |                                                                    |                                                                    |  |  |                                                        |                                                        |                                                        |  |  |                                                |                                                |                                                |
|  | Cachorros UANL                                           | 3                                                        | 2                                                        | Estudiantes Tecos "B" (p.t.) | 1 | 0                                                                  |                                                                    |                                                                    |  |  |                                                        |                                                        |                                                        |  |  |                                                |                                                |                                                |
|  |                                                          |                                                          |                                                          |                              | 1 | 0                                                                  |                                                                    |                                                                    |  |  |                                                        |                                                        |                                                        |  |  |                                                |                                                |                                                |
|  |                                                          | Atlas "B"                                                | 0                                                        | 1                            |   |                                                                    |                                                                    |                                                                    |  |  |                                                        |                                                        |                                                        |  |  |                                                |                                                |                                                |
|  | Atlas "B"                                                | Atlas "B"                                                | 0                                                        | 1                            | 2 | 1                                                                  |                                                                    |                                                                    |  |  |                                                        |                                                        |                                                        |  |  |                                                |                                                |                                                |
|  | Atlas "B"                                                |                                                          |                                                          |                              | 2 | 1                                                                  |                                                                    |                                                                    |  |  |                                                        |                                                        |                                                        |  |  |                                                |                                                |                                                |
|  | Durango                                                  | 2                                                        | 0                                                        |                              |   |                                                                    |                                                                    |                                                                    |  |  |                                                        |                                                        |                                                        |  |  |                                                |                                                |                                                |
|  | Durango                                                  | 2                                                        | 0                                                        | Atlas "B" (p.t.)             | 0 | 1                                                                  |                                                                    |                                                                    |  |  |                                                        |                                                        |                                                        |  |  |                                                |                                                |                                                |
|  |                                                          |                                                          |                                                          |                              | 0 | 1                                                                  |                                                                    |                                                                    |  |  |                                                        |                                                        |                                                        |  |  |                                                |                                                |                                                |
|  |                                                          | Necaxa "B"                                               | 1                                                        | 0                            |   |                                                                    |                                                                    |                                                                    |  |  |                                                        |                                                        |                                                        |  |  |                                                |                                                |                                                |
|  | Necaxa "B"                                               | Necaxa "B"                                               | 1                                                        | 0                            | 1 | 4                                                                  |                                                                    |                                                                    |  |  |                                                        |                                                        |                                                        |  |  |                                                |                                                |                                                |
|  | Necaxa "B"                                               |                                                          |                                                          |                              | 1 | 4                                                                  |                                                                    |                                                                    |  |  |                                                        |                                                        |                                                        |  |  |                                                |                                                |                                                |
|  | Cachorros León                                           | 0                                                        | 1                                                        |                              |   |                                                                    |                                                                    |                                                                    |  |  |                                                        |                                                        |                                                        |  |  |                                                |                                                |                                                |
|  | Cachorros León                                           | 0                                                        | 1                                                        | Estudiantes Tecos "B"        | 2 | 2                                                                  |                                                                    |                                                                    |  |  |                                                        |                                                        |                                                        |  |  |                                                |                                                |                                                |
|  |                                                          |                                                          |                                                          |                              | 2 | 2                                                                  |                                                                    |                                                                    |  |  |                                                        |                                                        |                                                        |  |  |                                                |                                                |                                                |
|  |                                                          | América Coapa                                            | 0                                                        | 1                            |   |                                                                    |                                                                    |                                                                    |  |  |                                                        |                                                        |                                                        |  |  |                                                |                                                |                                                |
|  | U.A. de Hidalgo                                          | América Coapa                                            | 0                                                        | 1                            | 0 | 1                                                                  |                                                                    |                                                                    |  |  |                                                        |                                                        |                                                        |  |  |                                                |                                                |                                                |
|  | U.A. de Hidalgo                                          |                                                          |                                                          |                              | 0 | 1                                                                  |                                                                    |                                                                    |  |  |                                                        |                                                        |                                                        |  |  |                                                |                                                |                                                |
|  | Irapuato                                                 | 0                                                        | 0                                                        |                              |   |                                                                    |                                                                    |                                                                    |  |  |                                                        |                                                        |                                                        |  |  |                                                |                                                |                                                |
|  | Irapuato                                                 | 0                                                        | 0                                                        | U.A. de Hidalgo              | 1 | 2                                                                  |                                                                    |                                                                    |  |  |                                                        |                                                        |                                                        |  |  |                                                |                                                |                                                |
|  |                                                          |                                                          |                                                          |                              | 1 | 2                                                                  |                                                                    |                                                                    |  |  |                                                        |                                                        |                                                        |  |  |                                                |                                                |                                                |
|  |                                                          | Zacatepec 1948                                           | 0                                                        | 1                            |   |                                                                    |                                                                    |                                                                    |  |  |                                                        |                                                        |                                                        |  |  |                                                |                                                |                                                |
|  | Zacatepec 1948                                           | Zacatepec 1948                                           | 0                                                        | 1                            | 0 | 1                                                                  |                                                                    |                                                                    |  |  |                                                        |                                                        |                                                        |  |  |                                                |                                                |                                                |
|  | Zacatepec 1948                                           |                                                          |                                                          |                              | 0 | 1                                                                  |                                                                    |                                                                    |  |  |                                                        |                                                        |                                                        |  |  |                                                |                                                |                                                |
|  | Lobos Prepa                                              | 0                                                        | 0                                                        |                              |   |                                                                    |                                                                    |                                                                    |  |  |                                                        |                                                        |                                                        |  |  |                                                |                                                |                                                |
|  | Lobos Prepa                                              | 0                                                        | 0                                                        | U.A. de Hidalgo              | 2 | 1                                                                  |                                                                    |                                                                    |  |  |                                                        |                                                        |                                                        |  |  |                                                |                                                |                                                |
|  |                                                          |                                                          |                                                          |                              | 2 | 1                                                                  |                                                                    |                                                                    |  |  |                                                        |                                                        |                                                        |  |  |                                                |                                                |                                                |
|  |                                                          | América Coapa                                            | 2                                                        | 2                            |   |                                                                    |                                                                    |                                                                    |  |  |                                                        |                                                        |                                                        |  |  |                                                |                                                |                                                |
|  | América Coapa                                            | América Coapa                                            | 2                                                        | 2                            | 1 | 4                                                                  |                                                                    |                                                                    |  |  |                                                        |                                                        |                                                        |  |  |                                                |                                                |                                                |
|  | América Coapa                                            |                                                          |                                                          |                              | 1 | 4                                                                  |                                                                    |                                                                    |  |  |                                                        |                                                        |                                                        |  |  |                                                |                                                |                                                |
|  | Álamos FC                                                | 1                                                        | 1                                                        |                              |   |                                                                    |                                                                    |                                                                    |  |  |                                                        |                                                        |                                                        |  |  |                                                |                                                |                                                |
|  | Álamos FC                                                | 1                                                        | 1                                                        | América Coapa                | 1 | 4                                                                  |                                                                    |                                                                    |  |  |                                                        |                                                        |                                                        |  |  |                                                |                                                |                                                |
|  |                                                          |                                                          |                                                          |                              | 1 | 4                                                                  |                                                                    |                                                                    |  |  |                                                        |                                                        |                                                        |  |  |                                                |                                                |                                                |
|  |                                                          | CD Oro                                                   | 2                                                        | 0                            |   |                                                                    |                                                                    |                                                                    |  |  |                                                        |                                                        |                                                        |  |  |                                                |                                                |                                                |
|  | CD Oro (p.t.)                                            | CD Oro                                                   | 2                                                        | 0                            | 0 | 5                                                                  |                                                                    |                                                                    |  |  |                                                        |                                                        |                                                        |  |  |                                                |                                                |                                                |
|  | CD Oro (p.t.)                                            |                                                          |                                                          |                              | 0 | 5                                                                  |                                                                    |                                                                    |  |  |                                                        |                                                        |                                                        |  |  |                                                |                                                |                                                |
|  | Cuautla                                                  | 4                                                        | 1                                                        |                              |   |                                                                    |                                                                    |                                                                    |  |  |                                                        |                                                        |                                                        |  |  |                                                |                                                |                                                |

(pt) Avanza por mejor posición en la Tabla General

### Octavos de final
| 23 de noviembre de 2011, 15:00 (UTC -6) | Tecamachalco Sur | 1:1 (1:1) | Estudiantes Tecos "B" | Estadio Alberto Pérez Navarro, Huixquilucan, Estado de México |                                                               |
|                                         | S. Padilla 21'   | Reporte   | 29' R. García         | Asistencia: 50 espectadores Árbitro(s): Sergio León Hernández | Asistencia: 50 espectadores Árbitro(s): Sergio León Hernández |

| 26 de noviembre de 2011, 11:00 (UTC -6)                 | Estudiantes Tecos "B"          | 2:0 (1:0) (Global 3:1) | Tecamachalco Sur | Deportivo UAG, Zapopan, Jalisco                                   |                                                                   |
|                                                         | E. Hernández 18' · J. Damm 89' | Reporte                |                  | Asistencia: 150 espectadores Árbitro(s): Marco Antonio Ortiz Nava | Asistencia: 150 espectadores Árbitro(s): Marco Antonio Ortiz Nava |
| Estudiantes Tecos avanzó a cuartos de final. Global 3-1 |                                |                        |                  |                                                                   |                                                                   |

| 23 de noviembre de 2011, 10:00 (UTC -6) | Cachorros UANL                     | 3:2 (2:1) | A.R. Tuzo                    | Instalaciones de Zuazua, General Zuazua, Nuevo León                    |                                                                        |
|                                         | R. Martínez 26', 32' · O. Sias 83' | Reporte   | 30' G. Yong · 90' D. Becerra | Asistencia: 100 espectadores Árbitro(s): Dennis Celerino Zaleta Cortéz | Asistencia: 100 espectadores Árbitro(s): Dennis Celerino Zaleta Cortéz |

| 26 de noviembre de 2011, 12:00 (UTC -6)              | A.R. Tuzo | 0:2 (0:0) (Global 2:5) | Cachorros UANL                   | Estadio Hidalgo, Pachuca, Hidalgo                                  |                                                                    |
|                                                      |           | Reporte                | 81' J. Robledo · 88' G. Castillo | Asistencia: 500 espectadores Árbitro(s): Alejandro Barrios Ramírez | Asistencia: 500 espectadores Árbitro(s): Alejandro Barrios Ramírez |
| Cachorros UANL avanzó a cuartos de final. Global 2-5 |           |                        |                                  |                                                                    |                                                                    |

| 23 de noviembre de 2011, 15:00 (UTC -6) | Durango                     | 2:2 (1:1) | Atlas "B"                     | Estadio Francisco Zarco, Durango, Durango                            |                                                                      |
|                                         | S. Nava 12' · D. Macías 92' | Reporte   | 45' J. Sánchez · 80' O. Gómez | Asistencia: 400 espectadores Árbitro(s): Saúl Fernando Orozco Nájera | Asistencia: 400 espectadores Árbitro(s): Saúl Fernando Orozco Nájera |

| 26 de noviembre de 2011, 15:00 (UTC -6)     | Atlas "B"       | 1:0 (0:0) (Global 3:2) | Durango | Estadio Alfredo "Pistache" Torres, Zapopan, Jalisco            |                                                                |
|                                             | J. Espinosa 67' | Reporte                |         | Asistencia: 100 espectadores Árbitro(s): Geovanni Ochoa Corral | Asistencia: 100 espectadores Árbitro(s): Geovanni Ochoa Corral |
| Atlas avanzó a cuartos de final. Global 3-2 |                 |                        |         |                                                                |                                                                |

| 23 de noviembre de 2011, 11:00 (UTC -6) | Cachorros León | 0:1 (0:1) | Necaxa "B"       | Estadio León, León, Guanajuato                                |                                                               |
|                                         |                | Reporte   | 44' C. Ruvalcaba | Asistencia: 100 espectadores Árbitro(s): Edgardo Espejo Tello | Asistencia: 100 espectadores Árbitro(s): Edgardo Espejo Tello |

| 26 de noviembre de 2011, 12:00 (UTC -6)      | Necaxa "B"                                                         | 4:1 1:1) (Global 5:1) | Cachorros León   | Estadio Victoria, Aguascalientes, Aguascalientes                        |                                                                         |
|                                              | L. Córdova 2' · J. González 58' · A. Jiménez 80' · S. Acosta 90+3' | Reporte               | 34' M. Castañeda | Asistencia: 300 espectadores Árbitro(s): Jesus Leopoldo Guerrero García | Asistencia: 300 espectadores Árbitro(s): Jesus Leopoldo Guerrero García |
| Necaxa avanzó a cuartos de final. Global 5-1 |                                                                    |                       |                  |                                                                         |                                                                         |

| 24 de noviembre de 2011, 15:30 (UTC -6) | Irapuato | 0:0     | U.A. de Hidalgo | Estadio Sergio León Chávez, Irapuato, Guanajuato                  |                                                                   |
|                                         |          | Reporte |                 | Asistencia: 200 espectadores Árbitro(s): Adonai Escobedo González | Asistencia: 200 espectadores Árbitro(s): Adonai Escobedo González |

| 27 de noviembre de 2011, 13:00 (UTC -6)               | U.A. de Hidalgo | 1:0 (0:0) (Global 1:0) | Irapuato | Estadio Revolución Mexicana, Pachuca, Hidalgo                     |                                                                   |
|                                                       | J. Bustos 90+2' | Reporte                |          | Asistencia: 400 espectadores Árbitro(s): Michel Caballero Galicia | Asistencia: 400 espectadores Árbitro(s): Michel Caballero Galicia |
| U.A. de Hidalgo avanzó a cuartos de final. Global 1-0 |                 |                        |          |                                                                   |                                                                   |

| 23 de noviembre de 2011, 13:00 (UTC -6) | Lobos Prepa | 0:0     | Zacatepec 1948 | Preparatoria Benito Juárez, Puebla, Puebla                           |                                                                      |
|                                         |             | Reporte |                | Asistencia: 200 espectadores Árbitro(s): Ilya Izaskun Flores Florian | Asistencia: 200 espectadores Árbitro(s): Ilya Izaskun Flores Florian |

| 26 de noviembre de 2011, 15:00 (UTC -6)              | Zacatepec 1948 | 1:0 (0:0) (Global 1:0) | Lobos Prepa | Estadio Agustín Coruco Díaz, Zacatepec, Morelos             |                                                             |
|                                                      | R. Reyes 82'   | Reporte                |             | Asistencia: 800 espectadores Árbitro(s): Óscar Mejía García | Asistencia: 800 espectadores Árbitro(s): Óscar Mejía García |
| Zacatepec 1948 avanzó a cuartos de final. Global 1-0 |                |                        |             |                                                             |                                                             |

| 24 de noviembre de 2011, 15:00 (UTC -5) | Álamos FC    | 1:1 (1:1) | América Coapa  | Unidad Deportiva Ciudad Jardín Bicentenario, Ciudad Nezahualcóyotl, Estado de México |                                                              |
|                                         | F. Ochoa 19' | Reporte   | 1' D. Camarena | Asistencia: 300 espectadores Árbitro(s): Erick Arce Castillo                         | Asistencia: 300 espectadores Árbitro(s): Erick Arce Castillo |

| 27 de noviembre de 2011, 11:00 (UTC -6)             | América Coapa                                      | 4:1 (2:1) (Global 5:2) | Álamos FC    | Instalaciones Club América, Ciudad de México                  |                                                               |
|                                                     | O. Mora 37' · E. Quintana 44', 58' · J. Livera 77' | Reporte                | 39' F. Ochoa | Asistencia: 200 espectadores Árbitro(s): Omar Jaime Hernández | Asistencia: 200 espectadores Árbitro(s): Omar Jaime Hernández |
| América Coapa avanzó a cuartos de final. Global 4-1 |                                                    |                        |              |                                                               |                                                               |

| 24 de noviembre de 2011, 15:30 (UTC -6) | Cuautla                                   | 4:0 (2:0) | Oro | Estadio Isidro Gil Tapia, Cuautla, Morelos                         |                                                                    |
|                                         | E. Rodríguez 14' · C. Reyes 17', 67', 70' | Reporte   |     | Asistencia: 500 espectadores Árbitro(s): Francisco Hernández Gómez | Asistencia: 500 espectadores Árbitro(s): Francisco Hernández Gómez |

| 27 de noviembre de 2011, 10:00 (UTC -6)                                             | Oro                                          | 5:1 (3:1) (Global 5:5) | Cuautla         | Club Deportivo La Primavera, Zapopan, Jalisco                    |                                                                  |
|                                                                                     | A. Pardo 15', 18' · D. Mendoza 38', 82', 87' | Reporte                | 16' S. Ambrocio | Asistencia: 100 espectadores Árbitro(s): José Luis Muñoz Pantoja | Asistencia: 100 espectadores Árbitro(s): José Luis Muñoz Pantoja |
| Oro avanzó a cuartos de final por su mejor posición en la tabla general. Global 5-5 |                                              |                        |                 |                                                                  |                                                                  |

### Cuartos de final
| 30 de noviembre de 2011, 10:00 (UTC -6) | Cachorros UANL | 0:1 (0:0) | Estudiantes Tecos "B" | Instalaciones de Zuazua, General Zuazua, Nuevo León                  |                                                                      |
|                                         |                | Reporte   | 87' R. Torres         | Asistencia: 100 espectadores Árbitro(s): Saúl Fernando Orozco Nájera | Asistencia: 100 espectadores Árbitro(s): Saúl Fernando Orozco Nájera |

| 3 de diciembre de 2011, 11:00 (UTC -6)             | Estudiantes Tecos "B"          | 2:1 (0:0) (Global 3:1) | Cachorros UANL   | Deportivo UAG, Zapopan, Jalisco                                   |                                                                   |
|                                                    | R. Torres 49' · M. Morales 73' | Reporte                | 85' C. Palomares | Asistencia: 100 espectadores Árbitro(s): Adonai Escobedo González | Asistencia: 100 espectadores Árbitro(s): Adonai Escobedo González |
| Estudiantes Tecos avanzó a Semifinales. Global 3-1 |                                |                        |                  |                                                                   |                                                                   |

| 30 de noviembre de 2011, 12:00 (UTC -6) | Necaxa "B"     | 1:0 (0:0) | Atlas "B" | Estadio Victoria, Aguascalientes, Aguascalientes              |                                                               |
|                                         | F. Cedillo 80' | Reporte   |           | Asistencia: 300 espectadores Árbitro(s): Omar Jaime Hernández | Asistencia: 300 espectadores Árbitro(s): Omar Jaime Hernández |

| 3 de diciembre de 2011, 15:00 (UTC -6)                                           | Atlas "B"          | 1:0 (0:0) (Global 1:1) | Necaxa "B" | Estadio Alfredo "Pistache" Torres, Zapopan, Jalisco              |                                                                  |
|                                                                                  | L. Rodríguez 90+2' | Reporte                |            | Asistencia: 200 espectadores Árbitro(s): José Luis Muñoz Pantoja | Asistencia: 200 espectadores Árbitro(s): José Luis Muñoz Pantoja |
| Atlas avanzó a Semifinales por su mejor posición en la tabla general. Global 1-1 |                    |                        |            |                                                                  |                                                                  |

| 30 de noviembre de 2011, 15:30 (UTC -6 | Zacatepec 1948 | 0:1 (0:1) | U.A. de Hidalgo | Estadio Agustín Coruco Díaz, Zacatepec, Morelos                          |                                                                          |
|                                        |                | Reporte   | 16' J. Bustos   | Asistencia: 500 espectadores Árbitro(s): Esteban Manuel Olvera Hernández | Asistencia: 500 espectadores Árbitro(s): Esteban Manuel Olvera Hernández |

| 3 de noviembre de 2011, 11:00 (UTC -6)           | U.A. de Hidalgo    | 2:1 (1:1) (Global 3:1) | Zacatepec 1948 | Estadio Revolución Mexicana, Pachuca, Hidalgo                     |                                                                   |
|                                                  | J. Bustos 15', 68' | Reporte                | 19' L. Menes   | Asistencia: 800 espectadores Árbitro(s): Fernando Hernández Gómez | Asistencia: 800 espectadores Árbitro(s): Fernando Hernández Gómez |
| U.A. de Hidalgo avanzó a Semifinales. Global 3-1 |                    |                        |                |                                                                   |                                                                   |

| 1 de diciembre de 2011, 10:00 (UTC -6) | Oro                             | 2:1 1:0) | América Coapa | Club Deportivo La Primavera, Zapopan, Jalisco                      |                                                                    |
|                                        | C. Ramírez 21' · D. Mendoza 62' | Reporte  | 51' M. Cruz   | Asistencia: 50 espectadores Árbitro(s): Luis Miguel Tapia González | Asistencia: 50 espectadores Árbitro(s): Luis Miguel Tapia González |

| 4 de diciembre de 2011, 11:00 (UTC -6)         | América Coapa                                                 | 4:0 (2:0) (Global 5:2) | Oro | Instalaciones Club América, Ciudad de México                 |                                                              |
|                                                | D. Camarena 6' · M. Cruz 12' · O. Mora 59' · D. Cervantes 86' | Reporte                |     | Asistencia: 100 espectadores Árbitro(s): Erick Arce Castillo | Asistencia: 100 espectadores Árbitro(s): Erick Arce Castillo |
| América Coapa avanzó a Semifinales. Global 5-2 |                                                               |                        |     |                                                              |                                                              |

### Semifinales
| 7 de diciembre de 2011, 12:00 (UTC -6) | Atlas "B" | 0:1 (0:0) | Estudiantes Tecos "B" | Estadio Alfredo "Pistache" Torres, Zapopan, Jalisco                   |                                                                       |
|                                        |           | Reporte   | 78' L. Valenzuela     | Asistencia: 300 espectadores Árbitro(s): Julio César Mondragón Robles | Asistencia: 300 espectadores Árbitro(s): Julio César Mondragón Robles |

| 10 de diciembre de 2011, 11:00 (UTC -6)                                                   | Estudiantes Tecos "B" | 0:1 (0:1) (Global 1:1) | Atlas "B"      | Estadio Tres de Marzo, Zapopan, Jalisco                                 |                                                                         |
|                                                                                           |                       | Reporte                | 2' J. Espinosa | Asistencia: 600 espectadores Árbitro(s): Emerson Gustavo Zamora Ramírez | Asistencia: 600 espectadores Árbitro(s): Emerson Gustavo Zamora Ramírez |
| Estudiantes Tecos avanzó a la Final por su mejor posición en la tabla general. Global 1-1 |                       |                        |                |                                                                         |                                                                         |

| 7 de diciembre de 2011, 11:00 (UTC -6) | América Coapa                  | 2:2 (1:2) | U.A. de Hidalgo                  | Instalaciones Club América, Ciudad de México                     |                                                                  |
|                                        | O. Mora 29' · E. Mondragón 56' | Reporte   | 40' E. Quiróz · 42' R. Hernández | Asistencia: 100 espectadores Árbitro(s): Rodrigo Cervantes Muñoz | Asistencia: 100 espectadores Árbitro(s): Rodrigo Cervantes Muñoz |

| 10 de diciembre de 2011, 11:00 (UTC -6)     | U.A. de Hidalgo | 1:2 (1:1) (Global 3:4) | América Coapa                    | Club Hidalguense, Pachuca, Hidalgo                           |                                                              |
|                                             | J. Bustos 23'   | Reporte                | 1' J. González · 73' E. Quintana | Asistencia: 300 espectadores Árbitro(s): Erick Arce Castillo | Asistencia: 300 espectadores Árbitro(s): Erick Arce Castillo |
| América Coapa avanzó a la Final. Global 3-4 |                 |                        |                                  |                                                              |                                                              |

### Final
| 14 de diciembre de 2011, 11:00 (UTC -6) | América Coapa | 0:2 (0:1) | Estudiantes Tecos "B" | Instalaciones Club América, Ciudad de México                 |                                                              |
|                                         |               | Reporte   | 20', 51' R. García    | Asistencia: 150 espectadores Árbitro(s): Erick Arce Castillo | Asistencia: 150 espectadores Árbitro(s): Erick Arce Castillo |

| 17 de diciembre de 2011, 18:00 (UTC -6)                        | Estudiantes Tecos "B" | 2:1 (0:0) (Global 4:1) | América Coapa   | Estadio Tres de Marzo, Zapopan, Jalisco                             |                                                                     |
|                                                                | R. García 55', 83'    | Reporte                | 48' J. González | Asistencia: 2 000 espectadores Árbitro(s): Jesús Bisguerra Mendiola | Asistencia: 2 000 espectadores Árbitro(s): Jesús Bisguerra Mendiola |
| Estudiantes Tecos campeón del Torneo Apertura 2011. Global 4-1 |                       |                        |                 |                                                                     |                                                                     |

|                                           |
| Estudiantes Tecos "B" Campeón 1.º título. |